# Ludwig von Siegen
Ludwig von Siegen, parfois appelé Ludwig von Sechten, né à Cologne en 1609 et mort à Wolfenbüttel vers 1680, est un graveur amateur allemand, considéré comme l'inventeur de la manière noire (dite aussi mezzo-tinto).  

## Biographie
Il est lieutenant-colonel et garde personnel du prince Rupert, comte palatin, neveu du roi Charles Ier d'Angleterre. En 1642, Ludwig von Siegen envoie à Guillaume VI de Hesse un portrait d'Amélie-Élisabeth de Hesse, landgrave et régente de Hesse-Cassel, avec une lettre où il explique qu’il vient d’inventer un procédé de gravure qui permet pour la première fois de reproduire les demi-teintes, ou mezzo-tinto, que l'on appelle « manière noire ».
En 1657, une rencontre a lieu entre le Prince Rupert et son cousin Guillaume VI, suivie d’un échange de correspondance où ils discutent des mérites de cette nouvelle technique. Un de ses assistants, le peintre et graveur flamand Wallerant Vaillant, s’emploie à la perfectionner et produit une magnifique série de gravures. En 1660, le Prince Rupert se rend en Angleterre et fait part de l’invention de Ludwig von Siegen à l’écrivain John Evelyn, qui publie le premier livre contenant une manière noire en 1662. Bien que les détails de cette nouvelle technique n’y soient pas divulgués, elle se répand parmi les graveurs du royaume, où elle acquiert une grande popularité au XVIIIe siècle sous le nom de « gravure à la manière anglaise ».

## Œuvre
On ne connaît de Ludwig von Siegen qu’un très petit nombre de gravures, parmi lesquelles un portrait de Guillaume II d'Orange-Nassau et un portrait d’Élisabeth Stuart. Après le départ du Prince Rupert pour l’Angleterre, il entra au service du prince-électeur de Mayence, puis du duc de Wolfenbüttel, où il finit ses jours.